# 萨拉·杜尔松
萨拉·杜尔松-哈杰（德語：Sara Doorsoun-Khajeh，波斯語：‎，1991年11月17日—），德国女子足球运动员，场上位置是后卫，2022年欧洲女子足球锦标赛银牌得主、2024年夏季奥林匹克运动会女子铜牌得主。